# Lijst van radiozenders in België
Dit is een lijst van radiozenders in België. De publieke radiozenders worden verzorgd door de VRT in Nederlandstalig België, de RTBF in Franstalig België en de BRF in Duitstalig België. Naast de publieke zenders bestaan er in heel het land private, commerciële zenders of netwerken van zenders, en ten slotte zijn er diverse lokale kleine private zenders. In de volgende lijsten worden enkel de zenders opgenomen die erkend zijn door het Centrum voor Informatie over de Media.

## Nederlandstalig
De Nederlandstalige publieke radiozenders worden verzorgd door de VRT. Naast de publieke zenders bestaan er private zenders, zowel landelijk als lokaal. Deze dienen te voldoen aan het zendvergunningenbesluit.

### Publieke zenders

#### VRT
| Zender         | Beschrijving                           | Gemiddeld dagelijks januari-april 2025 |
| -------------- | -------------------------------------- | -------------------------------------- |
| Radio 1        | Nieuws, sport en muziek                | 582.190                                |
| Radio2         | Nederlandstalige muziek en klassiekers | 1.050.110                              |
| Radio Bene     | Nederlandstalige muziek en klassiekers | 41.160                                 |
| MNM            | Hitzender                              | 427.250                                |
| MNM Hits       | Hitzender                              | 69.070                                 |
| Studio Brussel | Alternatieve muziek                    | 427.650                                |
| De Tijdloze    | Alternatieve muziek                    | 77.420                                 |
| Klara          | Klassieke muziek                       | 140.280                                |
| Klara Continuo | Klassieke muziek                       | 31.820                                 |
| VRT NWS        | Nieuws                                 | 36.700                                 |

### Private zenders

#### DPG Media
| Zender        | Beschrijving        | Gemiddeld dagelijks januari-april 2025 |
| ------------- | ------------------- | -------------------------------------- |
| Qmusic        | Hitzender           | 738.000                                |
| Q-Foute Radio | Hitzender           | 34.910                                 |
| Q-Allstars    | Hitzender           | 11.570                                 |
| Joe           | Klassiekers         | 520.910                                |
| Joe Gold      | Klassiekers         | 56.660                                 |
| Joe Easy      | Klassiekers         | 56.170                                 |
| Joe 80s & 90s | Klassiekers         | 54.690                                 |
| Joe Christmas | Klassiekers         | 8.130                                  |
| Willy         | Alternatieve muziek | 106.110                                |
| Willy Class X | Alternatieve muziek | 38.550                                 |
| TOPradio      | Hitzender           | 85.510                                 |

#### Mediahuis
| Zender         | Beschrijving | Gemiddeld dagelijks januari-april 2025 |
| -------------- | ------------ | -------------------------------------- |
| Play Nostalgie | Klassiekers  | 255.330                                |
| Nostalgie Plus | Klassiekers  | 78.810                                 |
| NRJ            | Hitzender    | 6.470                                  |

#### Overige
| Zender                    | Beschrijving   | Gemiddeld dagelijks januari-april 2025 |
| ------------------------- | -------------- | -------------------------------------- |
| FamilyRadio (elf zenders) | Lokale zenders | 7.370                                  |

## Franstalig
De Franstalige publieke radiozenders worden verzorgd door de RTBF. Naast de publieke zenders bestaan er private zenders, zowel landelijk als lokaal.

### Publieke zenders

#### RTBF
| Zender      | Beschrijving                              | Gemiddeld dagelijks januari-april 2025 |
| ----------- | ----------------------------------------- | -------------------------------------- |
| Classic 21  | Hitzender                                 | 354.350                                |
| La Première | Nieuws en muziek                          | 309.250                                |
| Musiq3      | Klassieke muziek                          | 57.000                                 |
| VivaCité    | Franstalige muziek en klassiekers         | 491.200                                |
| Viva +      | Franstalige muziek en klassiekers         | 50.000                                 |
| Viva Sport  | Sport, Franstalige muziek en klassiekers  | 10.230                                 |
| Tarmac      | Alternatieve muziek                       | 13.160                                 |
| Jam.        | Alternatieve muziek                       | 2.660                                  |
| Tipik       | Hitzender                                 | 187.450                                |
| RTBF MIX    | Hitzender voor Franstaligen in Vlaanderen | 8.530                                  |

### Private zenders

#### NRJ Group
| Zender      | Beschrijving | Gemiddeld dagelijks januari-april 2025 |
| ----------- | ------------ | -------------------------------------- |
| Nostalgie   | Klassiekers  | 548.790                                |
| Nostalgie + | Klassiekers  | 53.240                                 |
| NRJ         | Hitzender    | 238.970                                |
| NRJ+        | Hitzender    | 43.230                                 |

#### Groupe IPM
| Zender    | Beschrijving     | Gemiddeld dagelijks januari-april 2025 |
| --------- | ---------------- | -------------------------------------- |
| Fun Radio | Dansmuziek       | 136.960                                |
| LN Radio  | Nieuws en muziek | 34.070                                 |

#### DPG Media
Bel RTL en Radio Contact behoren tot zowel DPG Media als Groupe Rossel.
| Zender        | Beschrijving                        | Gemiddeld dagelijks januari-april 2025 |
| ------------- | ----------------------------------- | -------------------------------------- |
| Bel RTL       | Hitzender                           | 397.260                                |
| Radio Contact | Hitzender                           | 459.180                                |
| Contact MAX   | Hitzender                           | 14.290                                 |
| Maximum FM    | Hitzender                           | 32.310                                 |
| Sud Radio     | Franstalige muziek, sport en nieuws | 25.580                                 |
| Inside Radio  | Hitzender                           | 6.430                                  |

## Duitstalig
De Duitstalige publieke radiozenders worden verzorgd door de BRF. Naast de publieke zenders bestaan er private zenders, zowel landelijk als lokaal. Luistercijfers van de Duitstalige zenders worden niet bijgehouden door het CIM.

### Publieke zenders

#### BRF
| Zender | Beschrijving            | Gemiddeld dagelijks januari-april 2025 |
| ------ | ----------------------- | -------------------------------------- |
| BRF 1  | Nieuws, sport en muziek | ?                                      |
| BRF 2  | Nieuws, sport en muziek | ?                                      |

### Private zenders

#### Overige
| Zender                       | Mediabedrijf                    | Beschrijving | Gemiddeld dagelijks januari-april 2025 |
| ---------------------------- | ------------------------------- | ------------ | -------------------------------------- |
| 100'5 Das Hitradio           | RegioMEDIEN AG                  | Hitzender    | ?                                      |
| Radio 700                    | Privater Rundfunk in Ostbelgien | Klassiekers  | ?                                      |
| Radio Sunshine               | Radio Sunshine                  | Klassiekers  | ?                                      |
| Radio Contact Ostbelgien Now | DPG Media & Groupe Rossel       | Hitzender    | ?                                      |

## Engelstalig
De enige Engelstalige radiozender die erkend wordt door het CIM is One World Radio, de zender van het Belgische festival Tomorrowland.

### Private zenders

#### Tomorrowland
| Zender          | Beschrijving         | Gemiddeld dagelijks januari-april 2025 |
| --------------- | -------------------- | -------------------------------------- |
| One World Radio | Elektronische muziek | 31.580                                 |